# تهاني الجبالي
المستشارة تهاني محمد الجبالي (20 نوفمبر 1950 - 9 يناير 2022) هي نائب رئيس المحكمة الدستورية العليا المصرية السابق، وأول امرأة مصرية تتولى مهنة القضاء في الحقبة المعاصرة، وما زالت المرأة المصرية التي احتلت المنصب القضائي الأعلى في تاريخ مصر.

## بداية حياتها ووفاتها
ولدت لأسرة من إحدى محافظات شمال مصر الغربية حصلت على المركز الخامس على مستوى مصر في شهادة الثانوية العامة
ثم دخلت كلية الحقوق جامعة المنصورة وتخرجت منها العام 1973 ثم حصلت على دراستها العليا في الشريعة الإسلامية والقانون الدستوري. توفيت بسبب تداعيات اصابتها بفيروس كورونا.

## حياتها المهنية
بعد تخرجها، عملت بالمحاماة لمدة 30 عام وهي محامية لدى محكمة النقض والمحاكم العليا حتى قرار تعيينها كقاضية، تم انتخابها كأول عضوة في المكتب الدائم لاتحاد المحامين العرب لتصبح بذلك أول سيدة مصرية وعربية تنتخب في هذا المستوى بالاتحاد مُنذ تأسيسه في عام 1944. وبعدها تولت لجنة المرأة في الاتحاد نفسه لتمثل المرأة العربية وأيضًا رئاسة لجنة «مناهضة العنصرية والصهيونية» بالاتحاد، بالإضافة إلى عملها كمحاضرة أساسية في مركز التدريب وتكنولوجيا المعلومات التابع لاتحاد المحامين العرب، وأيضًا عضوًا بمجلس أمناء المركز العربي لاستقلال القضاء والمحاماة، وخبير قانوني في منظمة الأمم المتحدة ومحكم تجاري دولي ومحاضر في المعهد العربي لحقوق الإنسان في تونس وعضو اللجنة التشريعية والسياسية بالمجلس القومي للمرأة. كما تم انتخابها دورتين على التوالي عضوًا بمجلس نقابة المحامين المصرية كأول محامية مُنذ إنشاء النقابة عام 1912، وعملت مستشارة قانونية للعديد من المؤسسات الاقتصادية وبتدريس القانون في بعض الجامعات وهي عضو لجنة القانون بالمجلس الأعلى بالثقافة وعضو الهيئة الاستشارية لمكتبة الإسكندرية ورئيس مؤسسة لقاء القاهرة الثقافي.

## تعيينها كقاضية في المحكمة الدستورية
في 22 يناير 2003 صدر قرار جمهوري بتعيينها نائب رئيس المحكمة الدستورية ضمن هيئة المستشارين بالمحكمة الدستورية العليا كأول قاضية مصرية، حتى عام 2007 حيثُ عينت في ذلك العام 32 قاضية بالقضاء العالي، مما جعل تهاني صاحبة أعلى منصب قضائي تحتله امرأة في مصر.
أثار قرار تعيينها جدل واسع في الأوساط الدينية، السياسية والقضائية ذاتها، وقد شاركت في العديد من الحوارات مع المعارضون في تعيينها، يذكر ان شيخ الأزهر قبل تعيينها قد افتى ان تولي النساء منصب القضاء أمر مقبول من الناحية الشرعية. كما صرح النائب السابق مرتضى منصور في إحدى اللقاءات عام 2011 عقب الثورة، أن تعيين تهاني الجبالي من "محامية بإحدى الشركات في القطاع العام" إلى نائب رئيس المحكمة الدستورية العليا لم يكن بسبب كفاءتها إنما بسبب علاقتها بسوزان مبارك زوجة الرئيس آنذاك حسني مبارك وفق قوله.

## استبعادها من منصبها
تم استبعادها من منصب نائب رئيس المحكمة الدستورية في حكم الرئيس السابق محمد مرسي من خلال نص دستوري قلص عدد قضاة المحكمة الدستورية من 19 إلى 11 عضواً، ونص انتقالي يقضي بعودة كل المستبعدين فور إقرار الدستور إلى مناصبهم السابقة على العمل بالدستورية 
في مايو 2018، رفضت المحكمة الدستورية العليا طعن تهاني الجبالي  في قرار استبعادها من منصبها كمستشارة بالمحكمة ومطالبتها ببطلان دستور 2012 وعودتها قاضية بالمحكمة.

## موقفها من مظاهرات 30 يونيو 2013
عقب تولي الرئيس السابق محمد مرسي الحكم صرحت أنه ليس له خبرات في إدارة الدولة ومؤسسة الرئاسة وطالبته بالانفصال التام عن جماعة الإخوان المسلمين وعدم السعي لـ«أخونة الدولة» ، ثم عادت وهاجمته بشدة بعد الإعلان الدستوري في 2012 معلنة أنه فقد شرعيته كرئيس للجمهورية، وأن الإعلان الدستوري انقلاب على كل مكتسبات ثورة 25 يناير، لأنه إفشاء لدولة الحاكم بأمره ويمثل خطراً على مدنية الدولة ، وتركت مقعدها بالمحكمة الدستورية بسبب مواقفها السياسية وخلافاتها مع الإخوان المسلمين حتى لا يتشابك عملها السياسي مع دورها كقاضية. دعت لتأسيس حركة التحالف الجمهوري في 9 يونيو 2013 قبيل ثورة 30 يونيو لمواجهة ما أطلقت عليه الفاشية الدينية التي تحكم مصر وساندت الخطوات الداعمة لاستكمال خارطة الطريق التي تم الإعلان عنها في 3 يوليو 2013. وشاركت الحركة في انتخابات برلمان 2015.

## جدل
- نشرت صحيفة نيويورك تايمز حوارًا أجرته تهاني الجبالي مع مراسل الصحيفة في 2012 قالت فيه أن أعضاء المحكمة الدستورية قرروا إسقاط البرلمان المنتخب لحرمان التيار الإسلامي من صياغة الدستور الجديد ولتمكين المجلس العسكري من تشكيل جمعية تأسيسية لصياغة الدستور بعيدًا عن الأحزاب الإسلامية، وهو ما تسبب في حرج بالغ للمحكمة الدستورية باعتباره أظهر أن القضاة وظفوا المحكمة الدستورية في خصومة سياسية ضد تيار سياسي بعينه تواطئا مع المجلس العسكري، وهو الأمر الذي نفته تهاني الجبالي زاعمة أن الحوار قد تم تحريفه مما دفع مراسل «نيويورك تايمز» إلى الرد من خلال حسابه على موقع التواصل الاجتماعي «تويتر»، قائلًا  أن الحوار الذي أجرته الصحيفة مع الجبالي موثق ودقيق، وأن الصحيفة ملتزمة بما نشرته، وأنهم ليسوا مجانين حتى ينشروا حوارًا مفبركًا مع قاضية بأعلى سلطة قضائية وفي صحيفة بحجم نيويورك تايمز، واختفت بعدها عن الظهور الإعلامي لفترة بعد أن كانت تظهر بصورة مستمرة على عشرات القنوات الفضائية.[17]
- أثارت أزمة خلال انتخابات البرلمان بعد ثورة يونيو حين اتهمت قائمة «في حب مصر» بالتواطؤ مع جماعة الإخوان في الكويت لاقناعهم بالتصويت، وعرضت بعض الصور لتأكيد صحة حديثها[18]، وهو ما أثار حفيظة مسؤولي قائمة «في حب مصر» الذين أعلنوا عن نيتهم لاتخاذ تدابير قانونية للرد على فيما نُسِب إليهم من إتهامات باطلة.[19] وانسحبت من أحد اللقاءات التليفزيونية بسبب خلاف مع عماد جاد، القيادي بقائمة «في حب مصر» أثناء الحوار[20]، كما وجهت إليها تهمة سب وقذف رجل أعمال مصري مقيم في الكويت، الذي اتهمته بتمويل جماعة الإخوان وأنصارها هناك، وألزمتها المحكمة بدفع مبلغ 10 آلاف جنيه على سبيل التعويض المدني المؤقت [21]
- وجهت إليها انتقادات شديدة على خلفية واقعة رفضها الخضوع لإجراءات التأمين بمطار القاهرة أثناء سفرها إلى بيروت مما دفعها إلى إلغاء سفرها زاعمة أن تلك الإجراءات مخالفة للدستور وتحمل إهانة لهيبة الدولة المصرية والمناصب الرسمية،[22] ومؤكدة أنها خضعت للتفتيش، ولكنها رفضت التفتيش اليدوي، وخلع الحذاء.[23]
- هاجمت حمدين صباحي المرشح الأوحد للانتخابات الرئاسية أمام عبد الفتاح السيسي في 2014، معللة ذلك بأن التنظيم الدولي لجماعة الإخوان قد عقد اجتماعًا في لندن قرر فيه التصويت لحمدين صباحي في الانتخابات الرئاسية، مشيرة إلى أن لديها معلومات غير مؤكدة عن زيارة صباحي لمنزل خيرت الشاطر[24]

## رأيها في الحياة السياسية المصرية الحالية
ترى أن السيسي أنقذ مصر من مخطط لإسقاطها  هناك غياب تام للأحزاب والنخب عن المشاركة في مواجهة التحديات والأزمات التي تواجه الدولة بعد 30 يونيو، حيث عجزت النخبة عن التعبير عن موقفها اتجاه ما يحدث من أحداث جسيمة في المنطقة العربية ، كما أعلنت عن تمنيها أن يرأس مجلس النواب شاب يقف الجميع خلفه ويدعمونه بالخبرة.

## المرأة الأكثر تأثيراً في مصر
حصلت على المركز الأول بين السيدات الأكثر تأثيرا في مصر لعام 2014 وذلك بالمناصفة مع الإعلامية ريهام سعيد ، كما حصلت منفردة على نفس المكانة في سنة 2015.